# Aglais magniguttata
Aglais magniguttata är en fjärilsart som beskrevs av Raynor 1909. Aglais magniguttata ingår i släktet Aglais och familjen praktfjärilar. Inga underarter finns listade i Catalogue of Life.